# Let 236 Air Transat
Let 236 je bil let, ki je letel v Lizbono. Zaradi puščanja goriva je pristal na Azorih.

## Med letom

### Odhod
Odhod se je zgodil v Torontu v Kanadi ob 0.52. Na odhodu ni bilo težav.

### Težave
Med letom je začelo odtekati gorivo zaradi počene cevi. Pilot Robert Piche je s kopilotom Dirkom De Jagerjem odkril, da je nekaj narobe. Nista vedela, da je začelo puščati gorivo. Poklicala sta nadzorni stolp, da jima povejo, kje je najbližje letališče. Bilo je na Azorih, kjer so tudi pristali.

### Prihod na Azore
Pilota sta letalo usmerila na Azore. Pristali so srečno, a lahko bi padli čez prepad na koncu otoka. Preživeli so vsi, bilo pa je 18 poškodb, ki niso bile hude.

## Po letu

### Nagrade
Pilota sta postala znana po tem, da sta najdlje vzdržala letalo brez goriva. Imela sta tudi govor.

### Preiskave
Po letu so začeli preiskovati letalo. V njem so odkrili počeno cev za gorivo. Počila je zaradi slabega materiala in preobremenitve.